# امپراتور ناکامیکادو
امپراتور ناکامیکادو (به ژاپنی: 中御門天皇 Nakamikado-tennō)؛ (۱۴ ژانویه ۱۷۰۲ – ۱۰ مه ۱۷۳۷)، صد و چهاردهمین امپراتور ژاپن، در دوره شوگون‌سالاری توکوگاوا بود.